# Boeing C-40
Die Boeing C-40 Clipper ist eine militärische Version der Boeing 737-700C. Sie wird sowohl von der US Air Force als auch von der US Navy genutzt. Die C-40 trug zunächst die militärische Typenbezeichnung C-39. Diese wurde aber noch vor der Indienststellung aus unbekannten Gründen in C-40 geändert.

## Geschichte

### C-40A
Die C-40A Clipper wird von der US Navy vor allem als Transport- und Passagierflugzeug eingesetzt. Die United States Navy Reserve (bis 2005: United States Naval Reserve), welche alle Flugzeuge betreibt, war der erste Kunde für die neue Boeing 737-700C und bestellte fünf C-40A im Rahmen des Navy Unique Fleet Essential Airlift Replacement Aircraft Programms. Das Fluggerät besitzt ein Flight Management Computer System mit integriertem GPS. Ferner besitzt es ein Head-Up-Display.
Die Navy bestellte diesen Typ, um die veralteten C-9B Skytrain II zu ersetzen. Das Flugzeug ist das erste Frachtflugzeug der US Navy seit 17 Jahren. Die Clipper kann entweder als Passagier-, Fracht- oder Combiflugzeug geflogen werden.
Die Navy bestellte zunächst neun Flugzeuge. Die ersten zwei wurden am 21. April 2001 ausgeliefert, zwei weitere im Jahr darauf. Das fünfte und sechste Flugzeug wurde im August 2002, das siebte wurde am 22. November 2004 ausgeliefert. Das achte Flugzeug stieß dann im Februar 2005, das 9. Flugzeug am 26. Mai 2006 zur Flotte. Die Bestellung wurde später auf 17 erhöht. Das letzte Exemplar wurde 2019 ausgeliefert.
Sie steht bei drei Staffeln in Dienst, der VR-58 auf der Naval Air Station Jacksonville (Florida), der VR-59 auf der Naval Air Station Joint Reserve Base Fort Worth (JRB) (Texas) und der VR-51 auf der Marine Corps Base Hawaii.

### C-40B und C-40C

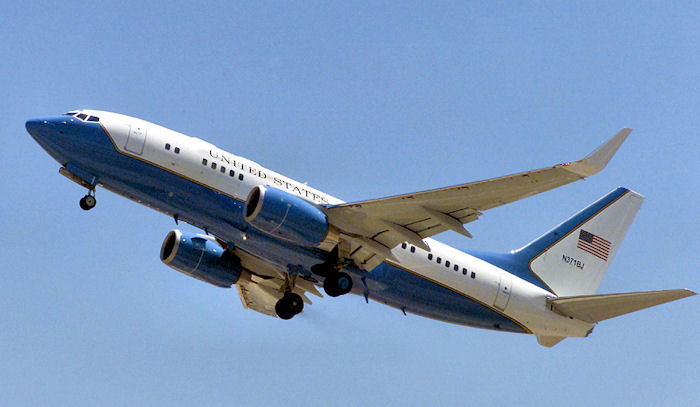
Eine C-40B

Die US Air Force wählte als Ausgangstyp für die C-40B die BBJ-Version der Boeing 737-700. Der Typ ersetzte bei der Air Force die C-137 Stratoliner.
Die C-40B ist ein „Büro im Himmel“ und wird für ranghohe Militärs und Politiker genutzt. In dem Flugzeug gibt es alles, was es in einem „normalen“ Büro eines Politikers auch gibt, von verschlüsselten Datenleitungen über Internet, Fernsehen und Telefon bis zu Kopierern, Faxgeräten und Computer. In der C-40B gibt es ebenfalls ein computergestütztes Passagierdatensystem.
Die ersten C-40C wurden im Oktober 2002 an die Air Force ausgeliefert, die nächsten zwei folgten im Dezember. Diese Flugzeuge sind auf der Andrews Air Force Base stationiert. Weitere C-40C sind in Hawaii auf der Joint Base Pearl Harbor-Hickam und auf der Scott Air Force Base stationiert. Das Flugzeug ersetzte bei der US Air Force die Boeing C-22.

## Varianten

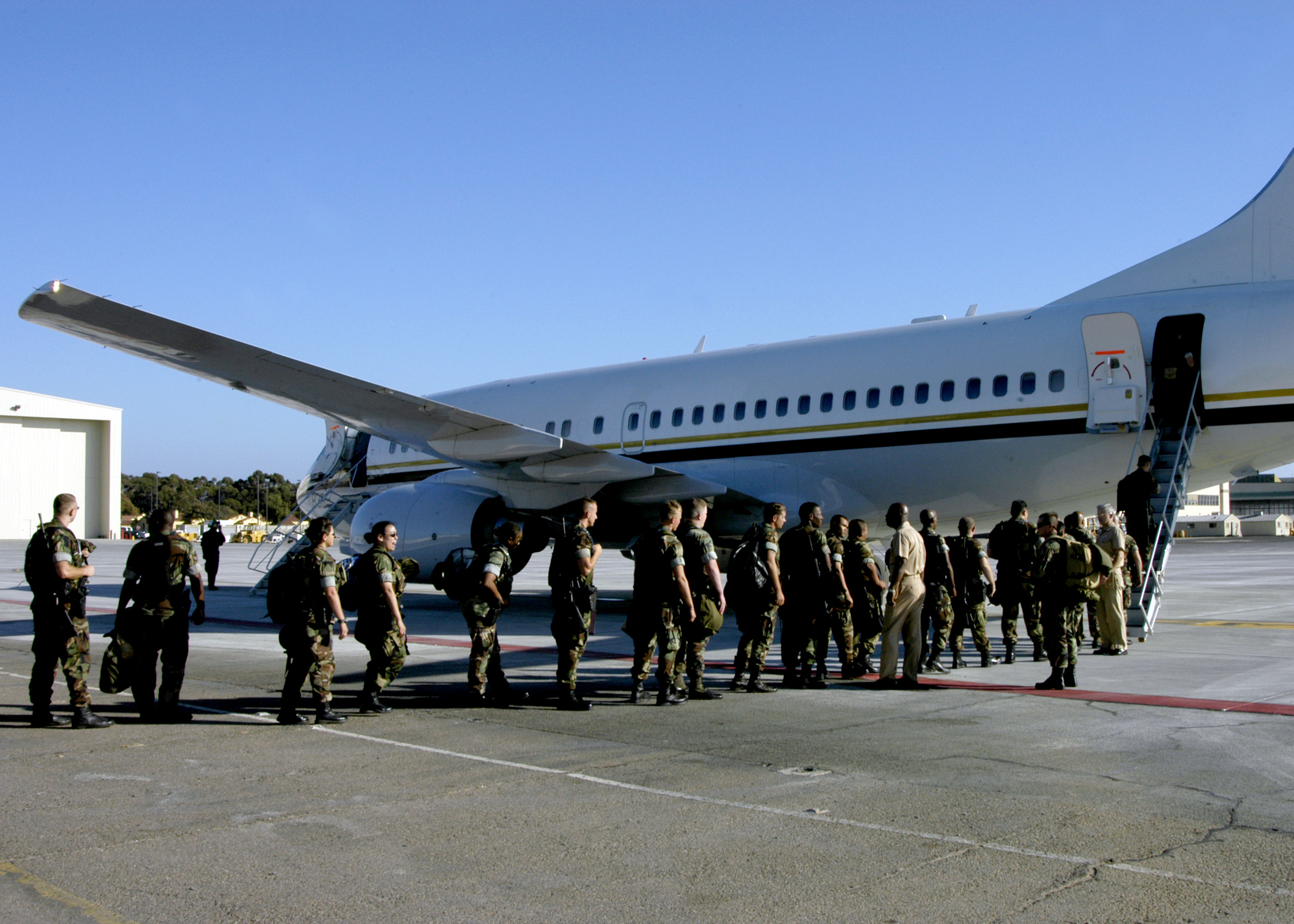
C-40A Clipper

C-40A
Version der US Navy, welche sowohl als Transport- und als Passagierflugzeug verwendet wird. Von dieser Variante wurden insgesamt neun Flugzeuge gebaut.
C-40B
Version der US Air Force, welche auf dem Boeing Business Jet der 737-700 basiert. Diese Variante wurde speziell für Spezialmissionen und den Transport von Kommandanten und hohen Regierungsmitgliedern konstruiert. Von der C-40B wurden insgesamt vier Stück gebaut.
C-40C
Variante der US Air Force, welche als Transportflugzeug eingesetzt wird. Insgesamt wurden von dieser Version sechs Flugzeuge gebaut.

## Nutzer
Vereinigte Staaten
- United States Air Force
- United States Navy

## Technische Daten
| Kenngröße               | Daten der C-40A |
| ----------------------- | --- |
| Länge:                  | 33,63 m |
| Spannweite:             | 34,32 m |
| Höhe:                   | 12,55 m |
| Leergewicht:            | 57.150 kg |
| Normales Startgewicht:  | 61.000 kg |
| Maximales Startgewicht: | 78.000 kg |
| Maximale Nutzlast:      | 18.000 kg |

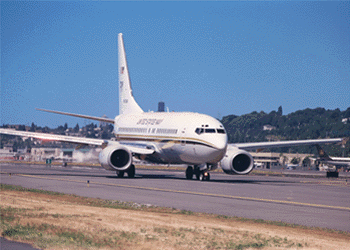
Eine C-40A der US Navy rollt auf einem Taxiway

| Kapazität:              | - Passagierkonfiguration: 121 Passagiere - Frachtkonfiguration: 8 Paletten - Kombikonfiguration: 70 Passagiere, 3 Paletten |
| Besatzung:              | 5 (Zwei Piloten, ein Besatzungschef, ein Lademeister, ein Lufttransportbegleiter)                                          |
| Höchstgeschwindigkeit:  | 990 km/h |
| Dienstgipfelhöhe:       | 12.500 m |
| Reichweite:             | 5.600 km |
| Triebwerke:             | Zwei CFM International CFM56-7 SLST-Mantelstromtriebwerke                                                                  |
| Schubkraft:             | 121 kN je Triebwerk |